# 布季利夫 (斯尼亞滕區)
48°27′28″N 25°30′46″E / 48.45778°N 25.51278°E
布季利夫（烏克蘭語：Будилів），是烏克蘭西部的村莊，隸屬伊萬諾-弗蘭科夫斯克州的科洛梅亞區。該村始建於1490年，面積19.49平方公里，2001年人口1,194，人口密度每平方公里61.3人。